# Белизская монархия
Белизская монархия (англ. Monarchy of Belize) — государственный строй Белиза, система правления, при которой наследственный монарх является сувереном и главой государства Белиз. Белиз — единственная монархия в Центральной Америке.
С 8 сентября 2022 года является король Карл III, в Белизе он носит титул Король Белиза. С 1981 года, когда Белиз стал независимым государством, он является королевством Содружества. В 1981—2022 гг Елизавета II носила титул Королевы Белиза.
Монарх Великобритании является монархом в 14 других независимых королевств Содружества, однако, формально монархия каждой страны является отдельной и юридически отличной. Действующий британский монарх официально носит титул короля Белиза (Карл Третий, милостью Божией, король Белиза и других его королевств и территорий, глава Содружества), и в этом качестве он и другие члены королевской семьи выполняют государственные и частные функции в качестве представителей Белиза. Однако, монарх — единственный член королевской семьи, имеющий какую-либо конституционную роль.
Вся исполнительная власть принадлежит монарху, и для того, чтобы Национальное собрание принимало законы, имеющие юридическую силу, требуется королевское согласие. Однако, хотя некоторые полномочия осуществляются только монархом, большая часть оперативных и церемониальных обязанностей монарха осуществляется его представителем, генерал-губернатором Белиза.
Как и некоторые другие королевства, Белиз подчиняется законодательству Соединенного Королевства при определении линии наследования. О вступлении на престол нового монарха объявляет генерал-губернатор в Бельмопане после того, как новый монарх будет объявлен главой Великобритании. Наследник короны немедленно и автоматически вступает на престол, без необходимости подтверждения или дальнейших церемоний. Далее объявляется период траура, во время которого по всей стране развеваются приспущенные флаги в честь покойного монарха.
Белиз празднует день рождения своего монарха каждый год в мае. Этот день известен как День Суверена и отмечается парадами в Белизе, хотя он не является официальным государственным праздником, как в Великобритании. Гимн Великобритании является королевским гимном Белиза, но не гимном государства Белиз. На всех монетах и аверсе банкнот Белиза изображён монарх. The monarch also appears on commemorative Belizean stamps.
В марте 2022 года правительство Белиза создало Народную конституционную комиссию для рассмотрения законов Белиза, включая конституцию, а также методов управления страной. Премьер-министр Джонни Брисеньо заявил, что проведет референдум по общим вопросам конституционного строя. В мае 2023 года Брисеньо предположил, что Белиз будет следующим королевством Содружества, которое станет республикой. При этом он не объявил дату референдума.
В 2023 году опрос общественного мнения, проведенный в феврале-марте, показал, что 48 % респондентов поддерживают сохранение монархии в Белизе, 43 % высказались за республиканскую форму. Хотя сторонников монархии немного больше, их количество снижается. При Королеве Елизавете II за монархию высказывалось 71 % опрошенных.